# Léon Flament
Léon Flament fue un deportista belga que compitió en remo. Participó en los Juegos Olímpicos de Ámsterdam 1928, obteniendo una medalla de bronce en la prueba de dos con timonel.

## Palmarés internacional
| Juegos Olímpicos | Juegos Olímpicos         | Juegos Olímpicos  | Juegos Olímpicos |
| Año              | Lugar                    | Medalla           | Prueba           |
| ---------------- | ------------------------ | ----------------- | ---------------- |
| 1928             | Ámsterdam (Países Bajos) | Medalla de bronce | Dos con timonel  |